# 필리핀 아마추어 야구 협회
필리핀 아마추어 야구 협회(영어: Philippine Amateur Baseball Association, PABA)는 필리핀의 아마추어 야구를 관할하는 국가 기구다.

## 베이스볼 필리핀
베이스볼 필리핀(Baseball Philippines)은 2007년부터 2012년까지 행해진 필리핀의 야구 리그이다. 지역 연고제가 아직 실행되지 못하고 있으며 경기는 주로 리잘 기념 야구장에서 열렸다.

### 팀
| 팀                       | 연고지   | 홈구장           |
| ------------------------ | -------- | ---------------- |
| 바탕가스 불스            | 바탕가스 | 리잘 기념 야구장 |
| 세부 돌핀스              | 세부     | 리잘 기념 야구장 |
| 마닐라 샤크스            | 마닐라   | 리잘 기념 야구장 |
| 두마게테 유니 바이커스   | 두마게테 | 리잘 기념 야구장 |
| 알라방 타이거스          | 세부주   | 리잘 기념 야구장 |
| 타기그 포워드 패트리엇스 | 타기그   | 리잘 기념 야구장 |

### 챔피언십
| 시즌               | 챔피언팀        | 준우승                 | 승패     |
| ------------------ | --------------- | ---------------------- | -------- |
| 2007 파일럿 시리즈 | 마카티 매리너스 | 니그로스 루스터스      | 4승 2패  |
| 2007 시리즈 2      | 세부 돌핀스     | 마닐라 샤크스          | 2승 1패  |
| 2008 시리즈 3      | 바탕가스 불스   | 두마게테 유니 바이커스 | 2승 1패  |
| 2008 시리즈 4      | 세부 돌핀스     | 두마게테 유니 바이커스 | 1승 무패 |
| 2009 시리즈 5      | 바탕가스 불스   | 마닐라 샤크스          | 2승 무패 |
| 2010 시리즈 6      | 마닐라 샤크스   | 바탕가스 불스          | 2승 무패 |
| 2011 시리즈 8      | 마닐라 샤크스   | 세부 돌핀스            | 2승 무패 |
| 2012 시리즈 9      | 세부 돌핀스     | 마닐라 샤크스          | 4승 무패 |